# Fritz Schaper

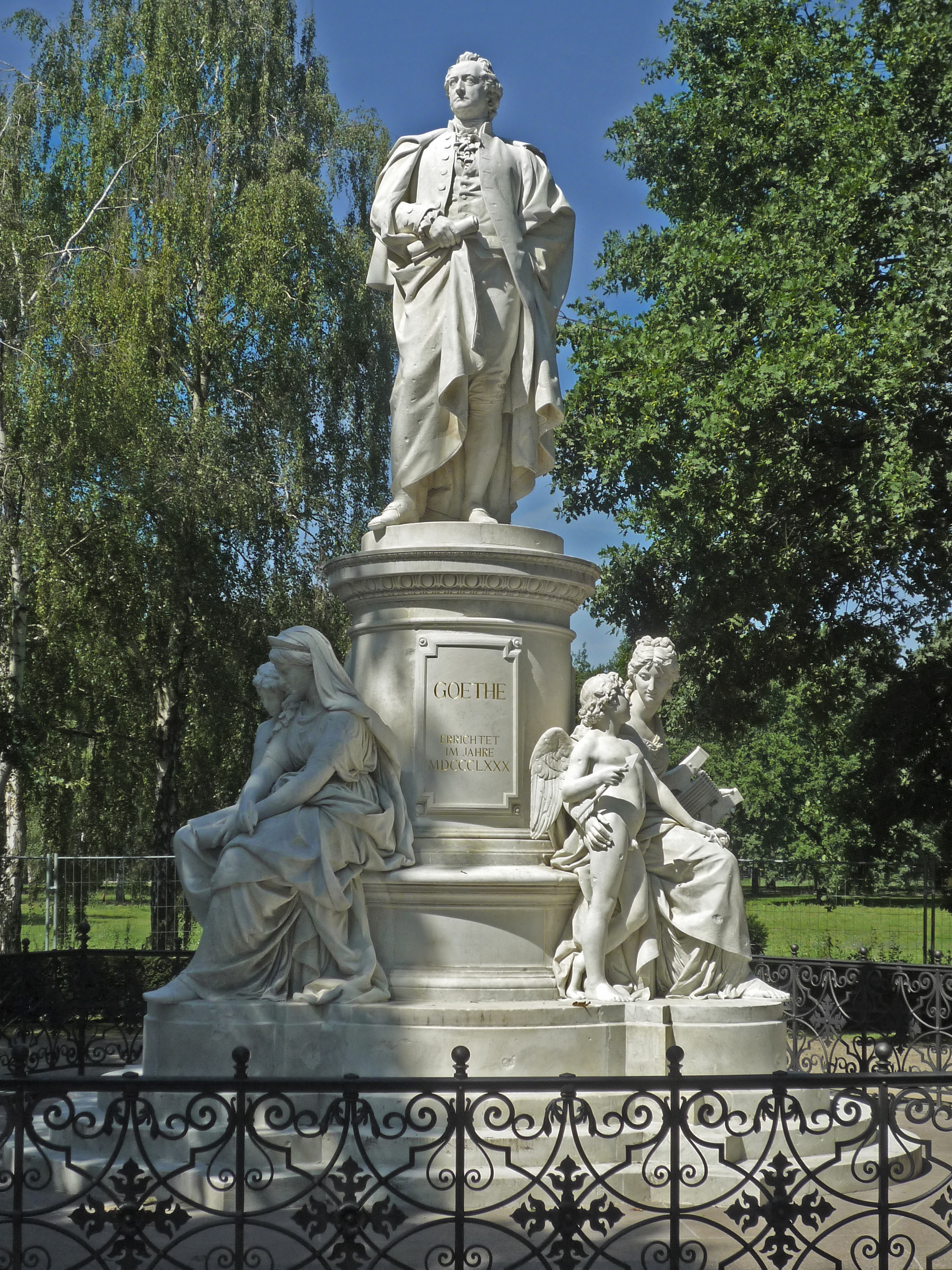
Monumento a Goethe en el Tiergarten de Berlín (1880), su obra más famosa.

Fritz (Friedrich) Schaper (31 de julio de 1841, Alsleben - 29 de noviembre de 1919, Berlín) fue un escultor alemán. 

## Biografía
Quedó huérfano a pronta edad, y fue enviado a Halle para recibir instrucción en la Fundación Francke. Después de ser aprendiz de cantero, fue a Berlín en 1859 para más formación en la Academia de las Artes Prusiana. Posteriormente, estuvo como empleado en el taller de Albert Wolff hasta establecer su propio estudio en 1867. Fue profesor de la Academia Prusiana de 1875 a 1890 y también sirvió como director del "Aktsaal" (estudio de modelaje de desnudos). Max Baumbach, Adolf Brütt, Reinhold Felderhoff, Fritz Klimsch, Ludwig Manzel, Max Unger, Joseph Uphues y Wilhelm Wandschneider estuvieron entre sus muchos estudiantes conocidos.
Se convirtió en miembro pleno de la Academia en 1880 y en miembro del Senado gobernante en 1881. También fue un miembro honorario de las Academias de Múnich y Dresde. En 1914, fue uno de los signatarios del Manifiesto de los Noventa y tres, un documento de apoyo a la invasión alemana de Bélgica.

## Otras obras notables

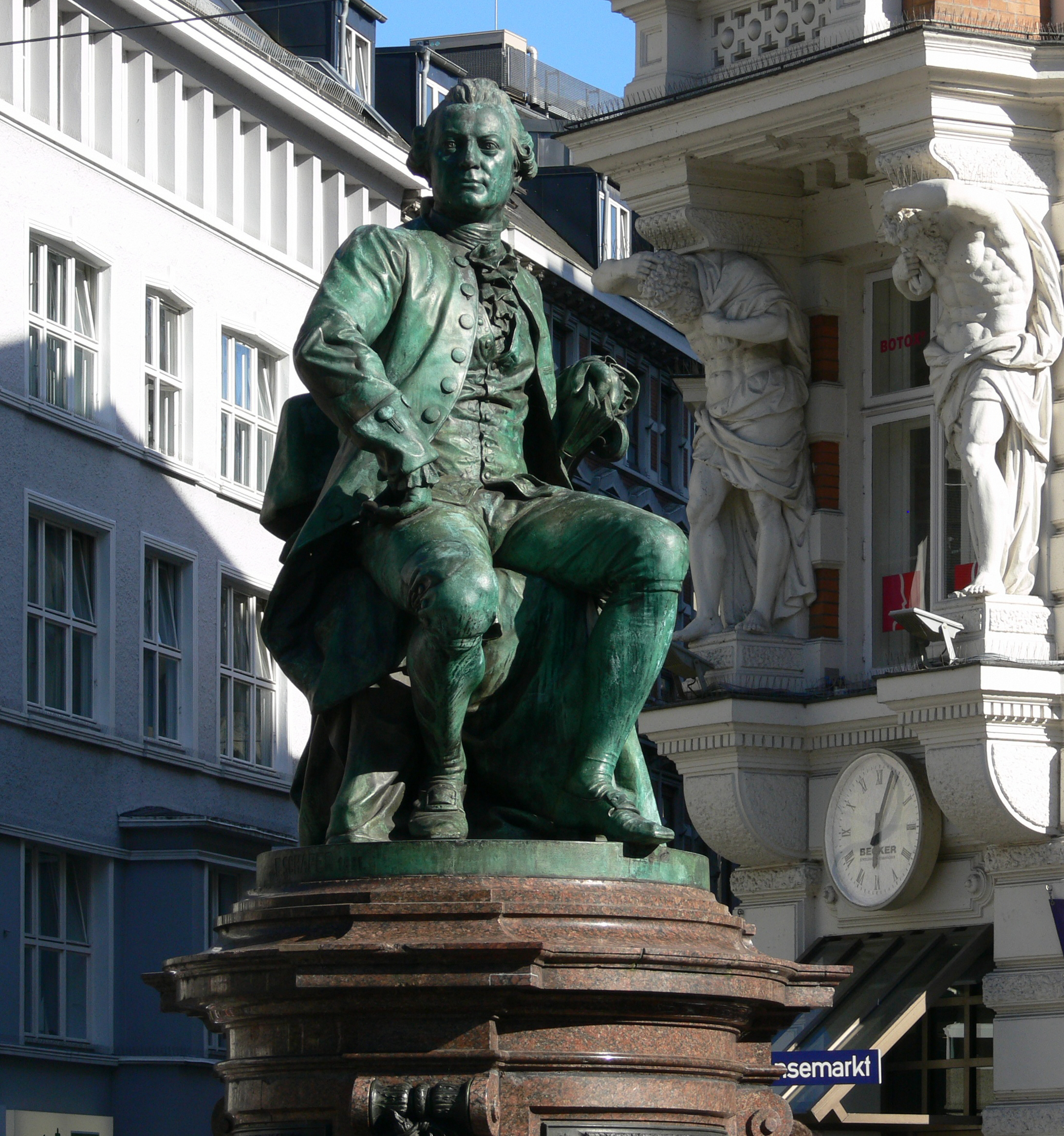
Monumento a Gotthold Lessing, Gänsemarkt, Hamburg
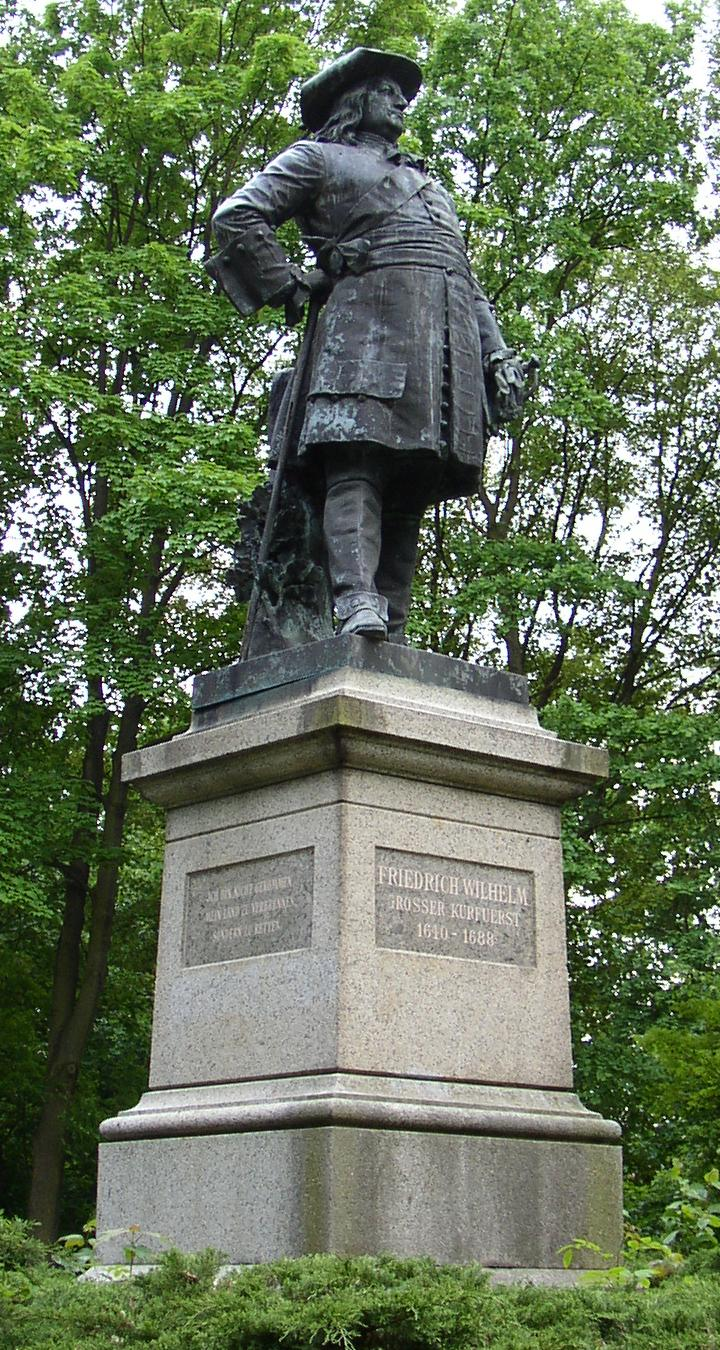
Elector Federico Guillermo de Brandeburgo, Fehrbellin
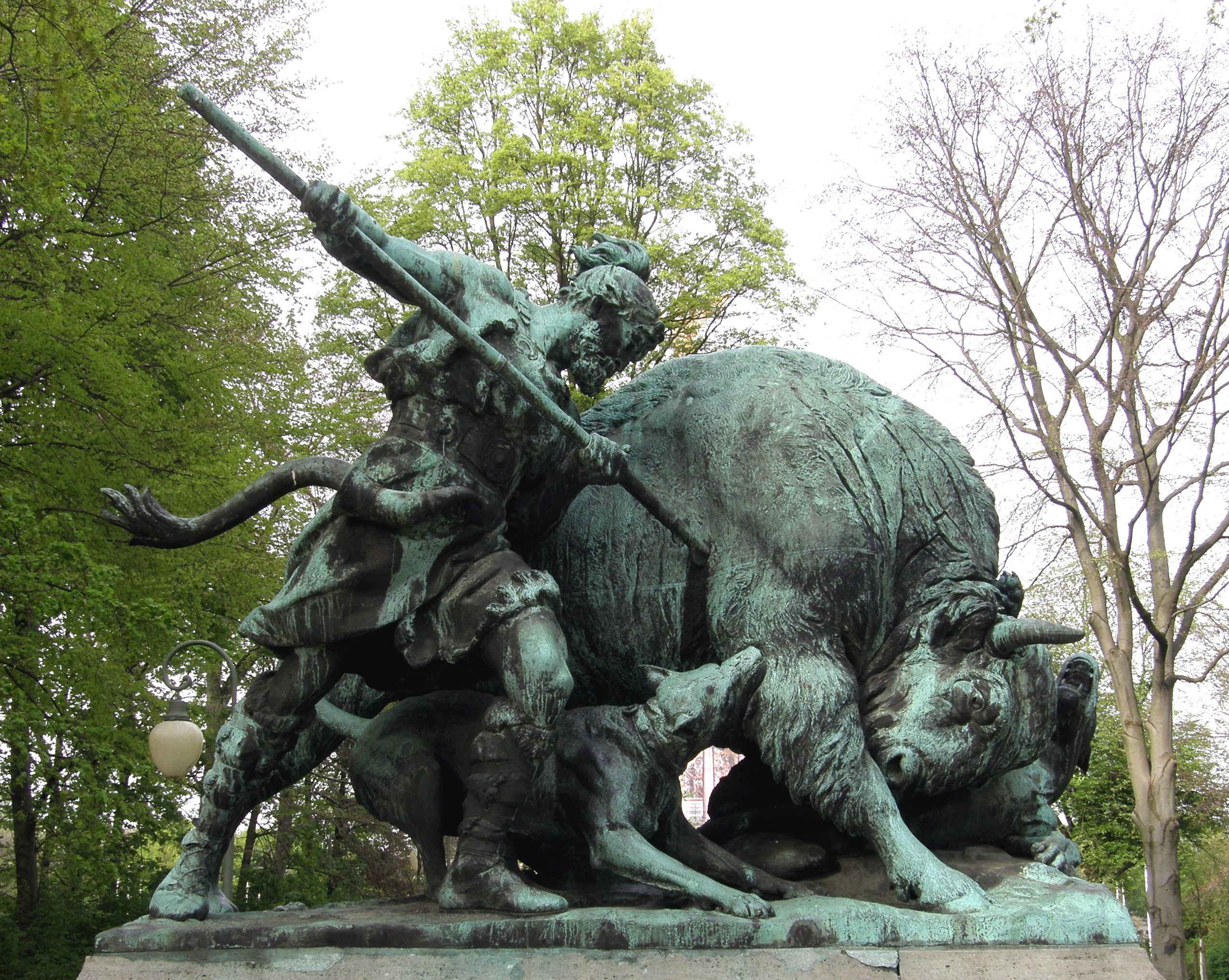
Altgermanische Wisentjagd (caza del bisonte), Berlín
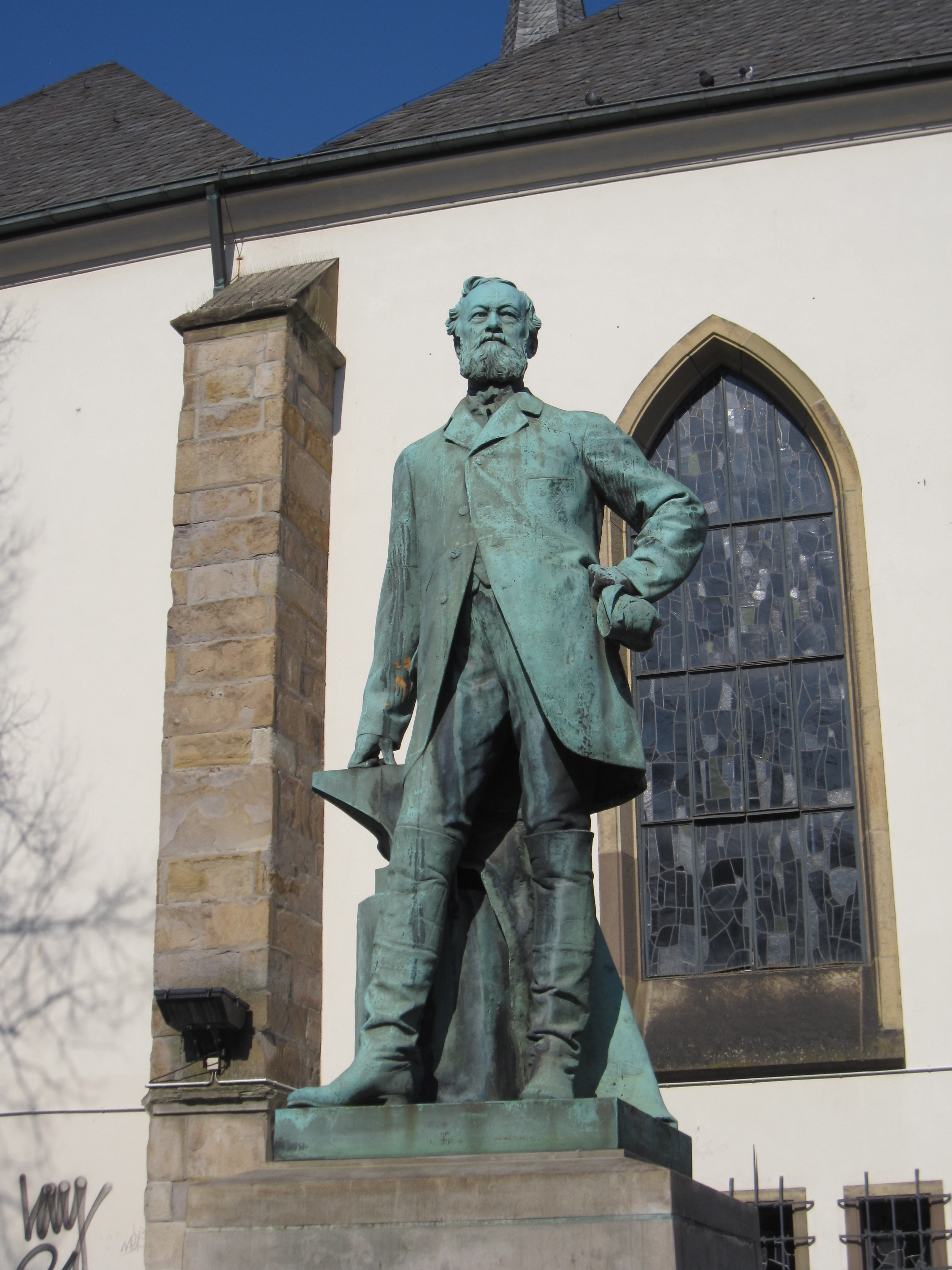
Monumento a Alfred Krupp, Essen
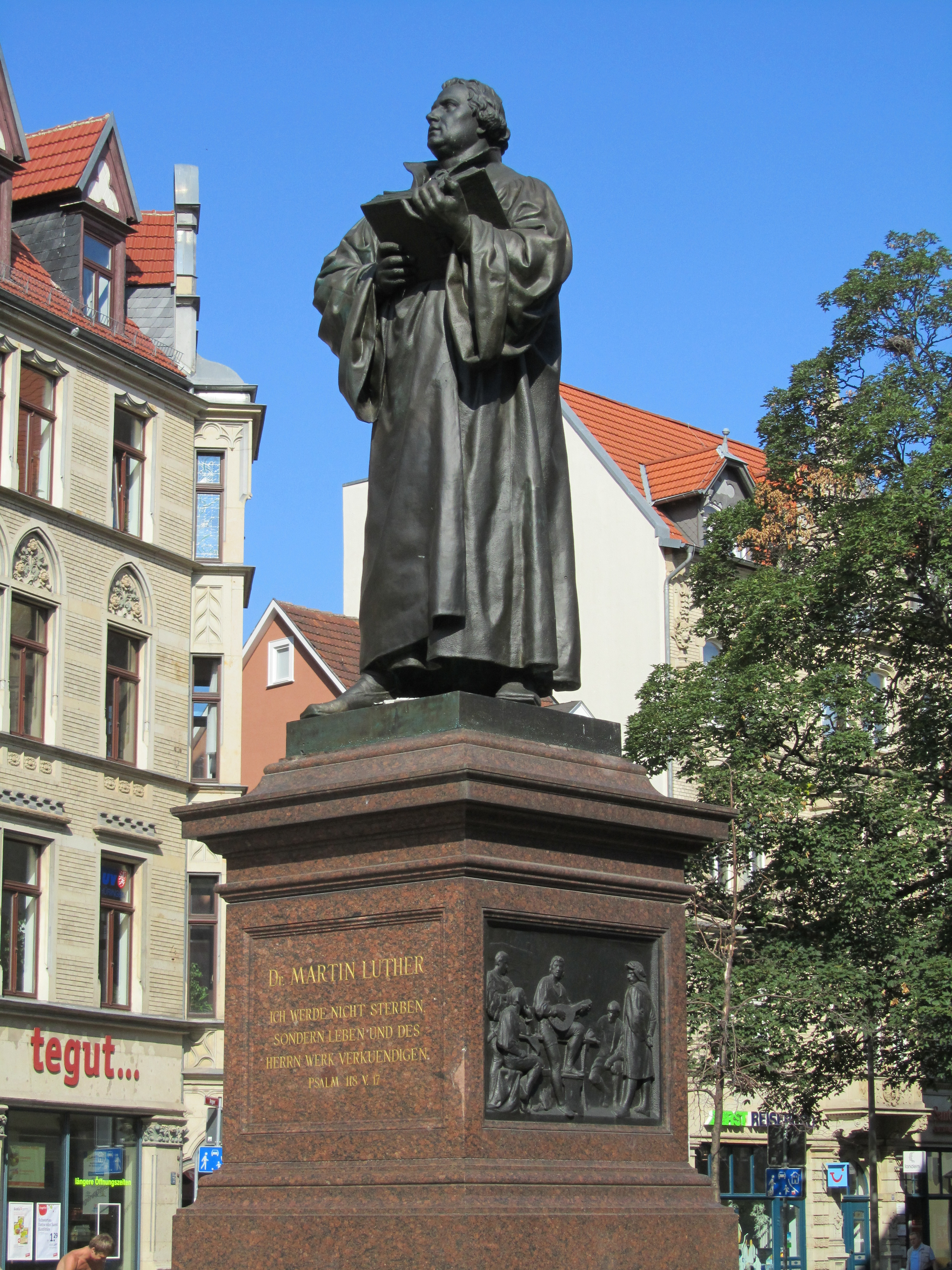
Monumento a Lutero, Érfurt